# Apollonios från Tralles

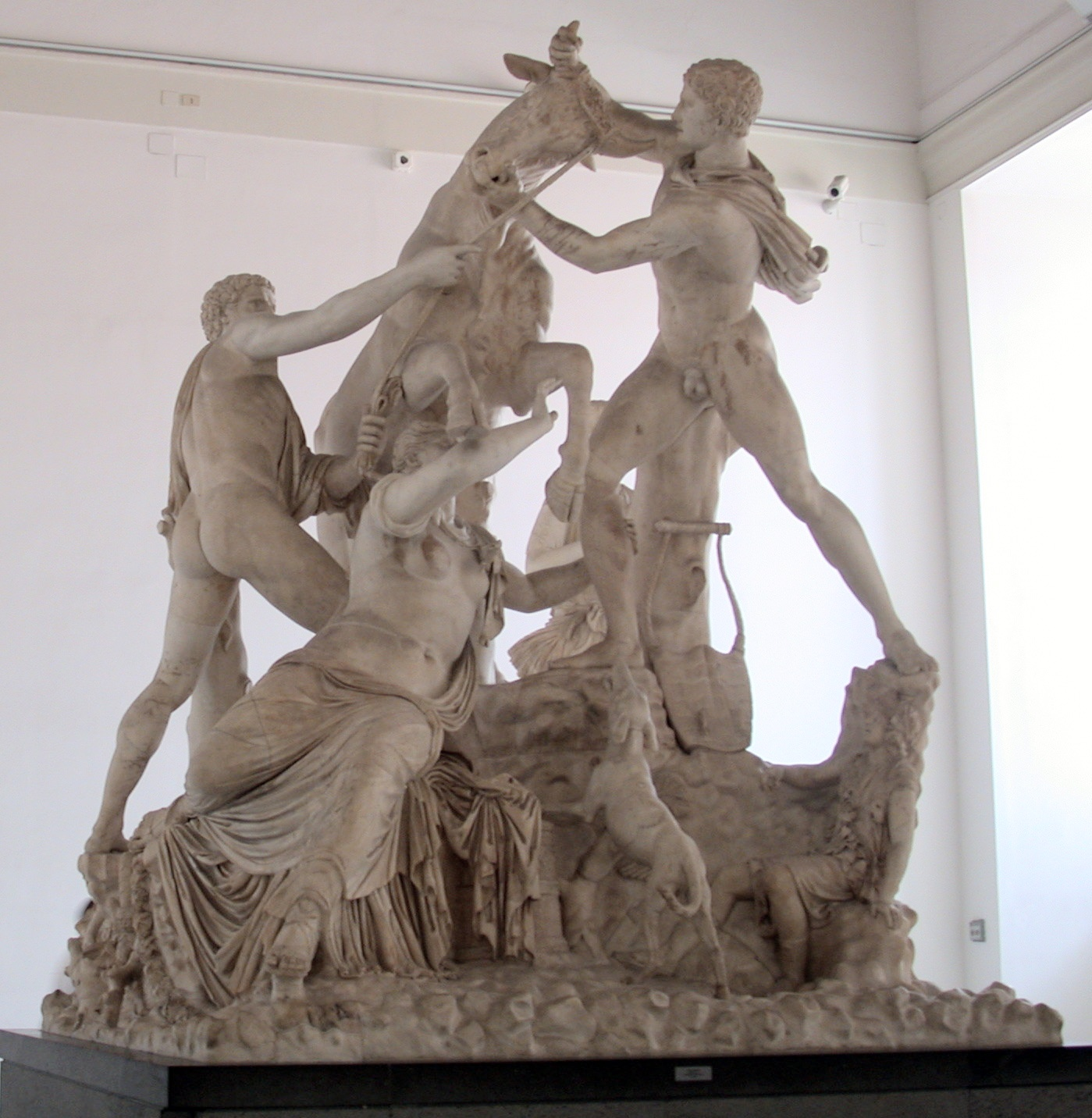
Den Farnesiska tjuren

Apollonios från Tralles var en grekisk bildhuggare.

## Biografi
Tillsammans med sin bror, Tauriskos, skapade han den berömda skulpturgruppen Den Farnesiska tjuren som finns i Neapels museum. Gruppen är, liksom Laokoon, ett verk av den rhodiska skolan, vars blomstringstid inföll omkring 300-150 f.Kr.. Många anser att verket är en kopia av Dirkes bestraffning.